# خوسه ویگاس
خوسه ویِگاس (اسپانیایی: José Villegas‎; ۲۰ ژوئن ۱۹۳۴ – ۲۴ دسامبر ۲۰۲۱) بازیکن فوتبال اهل مکزیک بود.
از باشگاه‌هایی که در آن بازی کرده‌است می‌توان به باشگاه فوتبال گوادالاخارا اشاره کرد.
وی همچنین در تیم ملی فوتبال مکزیک بازی کرده‌است.